# Parabramis
Parabramis is een monotypisch geslacht van straalvinnige vissen uit de familie van karpers (Cyprinidae).

## Soort
- Parabramis pekinensis (Basilewsky, 1855)